# Chuanshe
En astronomie chinoise, Chanshe (litt. « Les auberges ») est un astérisme situé dans les constellations occidentales de Cassiopée (partie nord) et de la Girafe. Il est peu lumineux et relativement peu remarquable, aucune étoile brillante n'étant située dans cette région du ciel. Les cartes le représentant le montrent toutes sous la forme d'un arc étendu approximativement aligné avec l'équateur céleste. Plus au nord est situé l'astérisme Huagai, et au sud de la partie droite de l'astérisme est situé l'astérisme Wangliang, tous deux très bien identifiés. 
La composition de Chaunshe est par contre plus incertaine. Les étoiles suivantes sont considérées, plus par élimination que par déduction directe, comme des membres probables de cet astérisme :
- SAO 11424
- SAO 11615
- 32 Cassiopeiae
- SAO 12076
- 53 Cassiopeiae

La magnitude apparente de ces étoiles s'étale entre 5,2 et 5,6 : elles sont très peu lumineuses du point de vue de l'observation oculaire. D'autres étoiles brillantes sont situées dans cette région, notamment δ Cassiopeiae (appelée Fulu par les astronomes chinois, 2,7m) et ε Cassiopeiae (3,4m), mais ces deux étoiles sont clairement identifiées comme membre d'un autre astérisme, Gedao, formant une ligne à peu près perpendiculaire à Chuanshe et l'intersectant. 

## Importance pour l'étude de lasupernova historiqueSN 1181
Plusieurs textes historiques mentionnent l'apparition d'une « étoile invitée » en l'an 1181. Cet événement est très probablement en réalité une des rares supernovae historiques dont l'observation est parvenue jusqu'à nous.  Certains de ces textes indiquent que l'étoile invitée « montait la garde » devant [une étoile de] Chuanshe. Ce genre de témoignage a permis à F. Richard Stephenson d'identifier le phénomène et de trouver le rémanent de supernova associé à cet événement (voir l'article SN 1181 pour plus de détails). Le terme « monter la garde » signifie en général un rapprochement très net entre l'étoile invitée et une autre étoile. Le fait que le terme soit mentionné pour un astérisme complet et assez large, peut s'interpréter comme dû au fait que deux des étoiles proches l'une de l'autre étaient concernées par ce rapprochement avec l'étoile invitée, en l'occurrence 53 Cas et SAO 12076. Le rémanent, nommé 3C 58, étant situé très proche de celles-ci.

## Référence
- (en) Francis Richard Stephenson et David A. Green, Historical supernovae and their remnants, Oxford, Oxford University Press, 2002, 252 p. (ISBN 0198507666), page 110.